# Pedro López Muñoz
Pedro López Muñoz, né le 1er novembre 1983 à Torrent, est un footballeur espagnol ayant évolué au poste de défenseur.

## Palmarès
En club
 Real Valladolid
- Segunda División
  - Champion en 2007

 Levante UD
- Segunda División
  - Champion en 2017

 SD Huesca
- Segunda División
  - Champion en 2020